# Hormisda (pai do escriba Hormisda)
Hormisda (em persa médio: Hormezd; em grego: Ωρμίζδου; romaniz.: Ormízdou) foi um oficial sassânida do século III, ativo no reinado do xá Sapor I (r. 240–270). 

## Nome
O teônimo Hormisda é a versão latina do persa médio Hormisde (𐭠𐭥𐭧𐭥𐭬𐭦𐭣; Hormizd), Ormasde (Ōhrmazd), Hormosde / Ormosde ((H)ormozd), Ormusde (Ormozd) ou Oramasde (Ohramazd), o nome da divindade suprema no zoroastrismo, cujo nome avéstico era Aúra-Masda (Ahura-Mazdāh). Foi registrao em persa antigo como Auramasda (Auramazdā), em grego como Hormisdas (Ορμίσδας, Ormísdas), Hormisdes (Ορμίσδης, Ormísdēs), Horomazes (Ωρομάζης, Oromázēs) e Hormisdates (Ορμισδάτης, Ormisdátēs), em árabe era Hormuz (هرمز), em armênio como Oramasde (Օրամազդ; Oramazd) e Ormisde (Որմիզդ, Ormizd) e em georgiano era Urmisde (ურმიზდი, Urmizd).

## Vida
Hormisda era pai do escriba chefe Hormisda e ocupou a posição de arquigramateu (chefe da chancelaria) sob Sapor na década de 240. Sua existência é atestada na inscrição trilíngue Feitos do Divino Sapor, porém só é registrado na versão em persa médio do texto. Apesar de não se saber suas origens familiares, a julgar por sua posição e a de seu pai é possível inferir que veio de uma antiga família de escribas. Num fragmento maniqueísta é feita alusão a certo escriba homônimo que escreveu, sob ordens de Sapor, cartas de recomendação de Maniqueu aos príncipes do Império Sassânida. De início se pensou que Talvez o indivíduo do fragmento e este Hormisda sejam a mesma pessoa.